# Ценгел
Ценгел (монг. Цэнгэл сум) — сомон Баян-Улгийського аймаку Монголії. Територія 6,5 тис. кв км, населення 8,7 тис.. Центр Хушуут розташований на відстані 80 км від міста Улгий, та на відстані 1720 км від Улан-Батора. Школа, лікарня, сфера обслуговування, туристичні бази.

## Рельєф
У південній частині хребти Монгольського Алтаю, гори Хуйтен (4374 м), Іх Турген (3507 м), Цагаанхайрхан (3628 м), Бітуу (3654 м), Ундурхайрхан (3941 м), Ценгелхайрхан (3943 м). Річки Ховд, Цагаан, Харганат, озера Хотон Хурган. Багато неглибоких солених озер

## Клімат
Клімат різкоконтинентальний. Середня температура січня -20-25 градусів, липня +8-12 градусів, протягом року випадає в середньому 280—500 мм опадів

## Корисні копалини
Вольфрам, залізна руда, дорогоцінне каміння, будівельна сировина.

## Тваринний світ
Водяться лисиці, вовки, козулі, аргаль, дикі кози, ведмеді.

## Адміністративні межі
Ценгел межує з сомоном Улаанхус. На заході проходить кордон з Китаєм.